# قيادة مقاتلة موحدة
القيادة القتالية الموحدة (بالإنجليزية: Unified combatant command) وتعرف باختصارا ب UCC، هي كل قيادة تابعة لوزارة الدفاع بالولايات المتحدة وتتألف من قوات من إدارتين عسكريتين على الأقل ولديها مهمة واسعة ومستمرة. تم إنشاء هاته القيادات لتوفير القيادة والتحكم بشكل فعال للقوات العسكرية الأمريكية، بغض النظر عن فرع القيادة، في السلام وفي الحرب. يتم تنظيمهاته القيادات إما على أساس جغرافي (منطقة المسؤولية) أو على أساس وظيفي، مثل العمليات الخاصة، أو فرض القوة، أو إدارة خطوط الإمدادات. القيادات المقاتلة الموحدة هي قيادات «مشتركة» مع شارات محددة تدل على انتمائهم.

## القيادات المقاتلة الجغرافية

مناطق المسؤولية للقيادات المقاتلة الجغرافية

3 قيادات مقاتلة جغرافية يقع مقرها خارج منطقة نفوذها.
| الشعار | القيادة                                            | الاختصار    | سنة التأسيس    | المقر الرئيسي                  |
| ------ | -------------------------------------------------- | ----------- | -------------- | ------------------------------ |
|        | القيادة العسكرية الأمريكية في إفريقيا              | USAFRICOM   | أكتوبر 1, 2008 | ثكنات كيلي، شتوتغارت، ألمانيا  |
|        | القيادة المركزية للولايات المتحدة                  | USCENTCOM   | يناير 1, 1983  | قاعدة ماكديل الجوية، فلوريدا   |
|        | القيادة العسكرية الأمريكية في أوروبا               | USEUCOM     | أغسطس 1, 1952  | ثكنات باتش، شتوتغارت، ألمانيا  |
|        | القيادة العسكرية الأمريكية في المحيط الهادي الهندي | USINDOPACOM | يناير 1, 1947  | معسكر هولاند سميث، هاواي       |
|        | القيادة العسكرية الشمالية للولايات المتحدة         | USNORTHCOM  | أكتوبر 1, 2002 | قاعدة بيترسون الجوية، كولورادو |
|        | القيادة العسكرية الجنوبية للولايات المتحدة         | USSOUTHCOM  | يونيو 6, 1963  | دورال، فلوريدا                 |

## القيادات المقاتلة الوظيفية
| الشعار | القيادة                          | الاختصار   | سنة التأسيس    | مركز العمليات                |
| ------ | -------------------------------- | ---------- | -------------- | ---------------------------- |
|        | القيادة الإلكترونية الأمريكية    | USCYBERCOM | مايو 4, 2009   | فورت ج ميد، ماريلند          |
|        | قيادة العمليات الخاصة الأمريكية  | USSOCOM    | أبريل 16, 1987 | قاعدة ماكديل الجوية، فلوريدا |
|        | القيادة الاستراتيجية الأمريكية   | USSTRATCOM | يونيو 1, 1992  | قاعدة أوفوت الجوية، نبراسكا  |
|        | القيادة الأمريكية للنقل والتموين | USTRANSCOM | يوليو 1, 1987  | قاعدة سكوت الجوية، إلينوي    |

## مناطق تغطية القيادة حسب البلد
| القيادة                                                                                         | البلد                                 | رمز البلد |
| ----------------------------------------------------------------------------------------------- | ------------------------------------- | --------- |
| القيادة المركزية للولايات المتحدة                                                               | أفغانستان                             | AF        |
| القيادة العسكرية الأمريكية في أوروبا                                                            | ألبانيا                               | AL        |
| القيادة العسكرية الأمريكية في إفريقيا                                                           | الجزائر                               | DZ        |
| القيادة العسكرية الأمريكية في أوروبا                                                            | أندورا                                | AD        |
| القيادة العسكرية الأمريكية في إفريقيا                                                           | أنغولا                                | AO        |
| القيادة العسكرية الأمريكية في المحيط الهادي الهندي                                              | القارة القطبية الجنوبية               | AQ        |
| القيادة العسكرية الجنوبية للولايات المتحدة                                                      | أنتيغوا وباربودا                      | AG        |
| القيادة العسكرية الجنوبية للولايات المتحدة                                                      | الأرجنتين                             | AR        |
| القيادة العسكرية الأمريكية في أوروبا                                                            | أرمينيا                               | AM        |
| القيادة العسكرية الجنوبية للولايات المتحدة                                                      | أروبا                                 | AW        |
| القيادة العسكرية الأمريكية في المحيط الهادي الهندي                                              | أستراليا                              | AU        |
| القيادة العسكرية الأمريكية في أوروبا                                                            | النمسا                                | AT        |
| القيادة العسكرية الأمريكية في أوروبا                                                            | أذربيجان                              | AZ        |
| القيادة العسكرية الشمالية للولايات المتحدة                                                      | باهاماس                               | BS        |
| القيادة المركزية للولايات المتحدة                                                               | البحرين                               | BH        |
| القيادة العسكرية الأمريكية في المحيط الهادي الهندي                                              | بنغلاديش                              | BD        |
| القيادة العسكرية الجنوبية للولايات المتحدة                                                      | باربادوس                              | BB        |
| القيادة العسكرية الأمريكية في أوروبا                                                            | روسيا البيضاء                         | BY        |
| القيادة العسكرية الأمريكية في أوروبا                                                            | بلجيكا                                | BE        |
| القيادة العسكرية الجنوبية للولايات المتحدة                                                      | بليز                                  | BZ        |
| القيادة العسكرية الأمريكية في إفريقيا                                                           | بنين                                  | BJ        |
| القيادة العسكرية الشمالية للولايات المتحدة                                                      | برمودا                                | BM        |
| القيادة العسكرية الأمريكية في المحيط الهادي الهندي                                              | بوتان                                 | BT        |
| القيادة العسكرية الجنوبية للولايات المتحدة                                                      | بوليفيا                               | BO        |
| القيادة العسكرية الأمريكية في إفريقيا                                                           | بوتسوانا                              | BW        |
| القيادة العسكرية الأمريكية في أوروبا                                                            | البوسنة والهرسك                       | BA        |
| القيادة العسكرية الجنوبية للولايات المتحدة                                                      | البرازيل                              | BR        |
| القيادة العسكرية الشمالية للولايات المتحدة                                                      | جزر العذراء البريطانية                | VG        |
| القيادة العسكرية الأمريكية في المحيط الهادي الهندي                                              | بروناي                                | BN        |
| القيادة العسكرية الأمريكية في أوروبا                                                            | بلغاريا                               | BG        |
| القيادة العسكرية الأمريكية في إفريقيا                                                           | بوركينا فاسو                          | BF        |
| القيادة العسكرية الأمريكية في المحيط الهادي الهندي                                              | ميانمار                               | BU        |
| القيادة العسكرية الأمريكية في إفريقيا                                                           | بوروندي                               | BI        |
| القيادة العسكرية الأمريكية في المحيط الهادي الهندي                                              | كمبوديا                               | KH        |
| القيادة العسكرية الأمريكية في إفريقيا                                                           | الكاميرون                             | CM        |
| القيادة العسكرية الشمالية للولايات المتحدة                                                      | كندا                                  | CA        |
| القيادة العسكرية الأمريكية في إفريقيا                                                           | الرأس الأخضر                          | CV        |
| القيادة العسكرية الجنوبية للولايات المتحدة                                                      | جزر كايمان                            | KY        |
| القيادة العسكرية الأمريكية في إفريقيا                                                           | جمهورية أفريقيا الوسطى                | CF        |
| القيادة العسكرية الأمريكية في إفريقيا                                                           | تشاد                                  | TD        |
| القيادة العسكرية الجنوبية للولايات المتحدة                                                      | تشيلي                                 | CL        |
| القيادة العسكرية الأمريكية في المحيط الهادي الهندي                                              | الصين                                 | CN        |
| القيادة العسكرية الجنوبية للولايات المتحدة                                                      | كولومبيا                              | CO        |
| القيادة العسكرية الأمريكية في إفريقيا                                                           | جزر القمر                             | KM        |
| القيادة العسكرية الجنوبية للولايات المتحدة                                                      | كوستاريكا                             | CR        |
| القيادة العسكرية الأمريكية في أوروبا                                                            | كرواتيا                               | HR        |
| القيادة العسكرية الجنوبية للولايات المتحدة                                                      | كوبا                                  | CU        |
| القيادة العسكرية الجنوبية للولايات المتحدة                                                      | كوراساو                               | CW        |
| القيادة العسكرية الأمريكية في أوروبا                                                            | قبرص                                  | CY        |
| القيادة العسكرية الأمريكية في أوروبا                                                            | التشيك                                | CZ        |
| القيادة العسكرية الأمريكية في إفريقيا                                                           | جمهورية الكونغو الديمقراطية           | CD        |
| القيادة العسكرية الأمريكية في أوروبا                                                            | الدنمارك                              | DK        |
| القيادة العسكرية الأمريكية في إفريقيا                                                           | جيبوتي                                | DJ        |
| القيادة العسكرية الجنوبية للولايات المتحدة                                                      | دومينيكا                              | DM        |
| القيادة العسكرية الجنوبية للولايات المتحدة                                                      | جمهورية الدومينيكان                   | DO        |
| القيادة العسكرية الجنوبية للولايات المتحدة                                                      | الإكوادور                             | EC        |
| القيادة المركزية للولايات المتحدة                                                               | مصر                                   | EG        |
| القيادة العسكرية الجنوبية للولايات المتحدة                                                      | السلفادور                             | SV        |
| القيادة العسكرية الأمريكية في إفريقيا                                                           | غينيا الاستوائية                      | GQ        |
| القيادة العسكرية الأمريكية في إفريقيا                                                           | إريتريا                               | ER        |
| القيادة العسكرية الأمريكية في أوروبا                                                            | إستونيا                               | EE        |
| القيادة العسكرية الأمريكية في إفريقيا                                                           | إثيوبيا                               | ET        |
| القيادة العسكرية الأمريكية في المحيط الهادي الهندي                                              | فيجي                                  | FJ        |
| القيادة العسكرية الأمريكية في أوروبا                                                            | فنلندا                                | FI        |
| القيادة العسكرية الأمريكية في أوروبا                                                            | فرنسا                                 | FR        |
| القيادة العسكرية الأمريكية في إفريقيا                                                           | الغابون                               | GA        |
| القيادة العسكرية الأمريكية في إفريقيا                                                           | غامبيا                                | GM        |
| القيادة العسكرية الأمريكية في أوروبا                                                            | جورجيا                                | GE        |
| القيادة العسكرية الأمريكية في أوروبا                                                            | ألمانيا                               | DE        |
| القيادة العسكرية الأمريكية في إفريقيا                                                           | غانا                                  | GH        |
| القيادة العسكرية الأمريكية في أوروبا                                                            | اليونان                               | GR        |
| القيادة العسكرية الجنوبية للولايات المتحدة                                                      | غرينادا                               | GD        |
| القيادة العسكرية الجنوبية للولايات المتحدة                                                      | غواتيمالا                             | GT        |
| القيادة العسكرية الأمريكية في إفريقيا                                                           | غينيا                                 | GN        |
| القيادة العسكرية الأمريكية في إفريقيا                                                           | غينيا بيساو                           | GW        |
| القيادة العسكرية الجنوبية للولايات المتحدة                                                      | غيانا                                 | GY        |
| القيادة العسكرية الجنوبية للولايات المتحدة                                                      | هايتي                                 | HT        |
| القيادة العسكرية الأمريكية في أوروبا                                                            | الفاتيكان                             | VA        |
| القيادة العسكرية الجنوبية للولايات المتحدة                                                      | هندوراس                               | HN        |
| القيادة العسكرية الأمريكية في أوروبا                                                            | المجر                                 | HU        |
| القيادة العسكرية الأمريكية في أوروبا                                                            | آيسلندا                               | IS        |
| القيادة العسكرية الأمريكية في المحيط الهادي الهندي                                              | الهند                                 | IN        |
| القيادة العسكرية الأمريكية في المحيط الهادي الهندي                                              | إندونيسيا                             | ID        |
| القيادة المركزية للولايات المتحدة                                                               | إيران                                 | IR        |
| القيادة المركزية للولايات المتحدة                                                               | العراق                                | IQ        |
| القيادة العسكرية الأمريكية في أوروبا                                                            | جزيرة أيرلندا                         | IE        |
| القيادة العسكرية الأمريكية في أوروبا                                                            | إسرائيل                               | IL        |
| القيادة العسكرية الأمريكية في أوروبا                                                            | إيطاليا                               | IT        |
| القيادة العسكرية الأمريكية في إفريقيا                                                           | ساحل العاج                            | CI        |
| القيادة العسكرية الجنوبية للولايات المتحدة                                                      | جامايكا                               | JM        |
| القيادة العسكرية الأمريكية في المحيط الهادي الهندي                                              | اليابان                               | JP        |
| القيادة المركزية للولايات المتحدة                                                               | الأردن                                | JO        |
| القيادة المركزية للولايات المتحدة                                                               | كازاخستان                             | KZ        |
| القيادة العسكرية الأمريكية في إفريقيا                                                           | كينيا                                 | KE        |
| القيادة العسكرية الأمريكية في المحيط الهادي الهندي                                              | كيريباتي                              | KI        |
| القيادة العسكرية الأمريكية في أوروبا                                                            | كوسوفو                                | XK        |
| القيادة المركزية للولايات المتحدة                                                               | الكويت                                | KW        |
| القيادة المركزية للولايات المتحدة                                                               | قيرغيزستان                            | KG        |
| القيادة العسكرية الأمريكية في المحيط الهادي الهندي                                              | لاوس                                  | LA        |
| القيادة العسكرية الأمريكية في أوروبا                                                            | لاتفيا                                | LV        |
| القيادة المركزية للولايات المتحدة                                                               | لبنان                                 | LB        |
| القيادة العسكرية الأمريكية في إفريقيا                                                           | ليسوتو                                | LS        |
| القيادة العسكرية الأمريكية في إفريقيا                                                           | ليبيريا                               | LR        |
| القيادة العسكرية الأمريكية في إفريقيا                                                           | ليبيا                                 | LY        |
| القيادة العسكرية الأمريكية في أوروبا                                                            | ليختنشتاين                            | LI        |
| القيادة العسكرية الأمريكية في أوروبا                                                            | ليتوانيا                              | LT        |
| القيادة العسكرية الأمريكية في أوروبا                                                            | لوكسمبورغ                             | LU        |
| القيادة العسكرية الأمريكية في أوروبا                                                            | جمهورية مقدونيا الشمالية              | MK        |
| القيادة العسكرية الأمريكية في إفريقيا                                                           | مدغشقر                                | MG        |
| القيادة العسكرية الأمريكية في إفريقيا                                                           | مالاوي                                | MW        |
| القيادة العسكرية الأمريكية في المحيط الهادي الهندي                                              | ماليزيا                               | MY        |
| القيادة العسكرية الأمريكية في المحيط الهادي الهندي                                              | المالديف                              | MV        |
| القيادة العسكرية الأمريكية في إفريقيا                                                           | مالي                                  | ML        |
| القيادة العسكرية الأمريكية في أوروبا                                                            | مالطا                                 | MT        |
| القيادة العسكرية الأمريكية في المحيط الهادي الهندي                                              | جزر مارشال                            | MH        |
| القيادة العسكرية الأمريكية في إفريقيا                                                           | موريتانيا                             | MR        |
| القيادة العسكرية الأمريكية في إفريقيا                                                           | موريشيوس                              | MU        |
| القيادة العسكرية الأمريكية في إفريقيا                                                           | مايوت                                 | YT        |
| القيادة العسكرية الشمالية للولايات المتحدة                                                      | المكسيك                               | MX        |
| القيادة العسكرية الأمريكية في المحيط الهادي الهندي                                              | ميكرونيسيا                            | FM        |
| القيادة العسكرية الأمريكية في أوروبا                                                            | مولدوفا                               | MD        |
| القيادة العسكرية الأمريكية في أوروبا                                                            | موناكو                                | MC        |
| القيادة العسكرية الأمريكية في المحيط الهادي الهندي                                              | منغوليا                               | MN        |
| القيادة العسكرية الأمريكية في أوروبا                                                            | الجبل الأسود                          | ME        |
| القيادة العسكرية الأمريكية في إفريقيا                                                           | المغرب                                | MA        |
| القيادة العسكرية الأمريكية في إفريقيا                                                           | موزمبيق                               | MZ        |
| القيادة العسكرية الأمريكية في المحيط الهادي الهندي                                              | ميانمار                               | MM        |
| القيادة العسكرية الأمريكية في إفريقيا                                                           | ناميبيا                               | NA        |
| القيادة العسكرية الأمريكية في المحيط الهادي الهندي                                              | ناورو                                 | NR        |
| القيادة العسكرية الأمريكية في المحيط الهادي الهندي                                              | نيبال                                 | NP        |
| القيادة العسكرية الأمريكية في أوروبا                                                            | هولندا                                | NL        |
| القيادة العسكرية الأمريكية في المحيط الهادي الهندي                                              | نيوزيلندا                             | NZ        |
| القيادة العسكرية الجنوبية للولايات المتحدة                                                      | نيكاراغوا                             | NI        |
| القيادة العسكرية الأمريكية في إفريقيا                                                           | النيجر                                | NE        |
| القيادة العسكرية الأمريكية في إفريقيا                                                           | نيجيريا                               | NG        |
| القيادة العسكرية الأمريكية في المحيط الهادي الهندي                                              | كوريا الشمالية                        | KP        |
| القيادة العسكرية الأمريكية في أوروبا                                                            | النرويج                               | NO        |
| القيادة المركزية للولايات المتحدة                                                               | سلطنة عمان                            | OM        |
| القيادة المركزية للولايات المتحدة                                                               | باكستان                               | PK        |
| القيادة العسكرية الأمريكية في المحيط الهادي الهندي                                              | بالاو                                 | PW        |
| القيادة العسكرية الجنوبية للولايات المتحدة                                                      | بنما                                  | PA        |
| القيادة العسكرية الأمريكية في المحيط الهادي الهندي                                              | بابوا غينيا الجديدة                   | PG        |
| القيادة العسكرية الجنوبية للولايات المتحدة                                                      | باراغواي                              | PY        |
| القيادة العسكرية الجنوبية للولايات المتحدة                                                      | بيرو                                  | PE        |
| القيادة العسكرية الأمريكية في المحيط الهادي الهندي                                              | الفلبين                               | PH        |
| القيادة العسكرية الأمريكية في أوروبا                                                            | بولندا                                | PL        |
| القيادة العسكرية الأمريكية في أوروبا                                                            | البرتغال                              | PT        |
| القيادة المركزية للولايات المتحدة                                                               | قطر                                   | QA        |
| القيادة العسكرية الأمريكية في إفريقيا                                                           | جمهورية الكونغو                       | CG        |
| القيادة العسكرية الأمريكية في إفريقيا                                                           | لا ريونيون                            | RE        |
| القيادة العسكرية الأمريكية في أوروبا                                                            | رومانيا                               | RO        |
| القيادة العسكرية الأمريكية في أوروبا                                                            | روسيا                                 | RU        |
| القيادة العسكرية الأمريكية في إفريقيا                                                           | رواندا                                | RW        |
| القيادة العسكرية الأمريكية في إفريقيا                                                           | سانت هيلانة وأسينشين وتريستان دا كونا | SH        |
| القيادة العسكرية الجنوبية للولايات المتحدة                                                      | سانت كيتس ونيفيس                      | KN        |
| القيادة العسكرية الجنوبية للولايات المتحدة                                                      | سانت لوسيا                            | LC        |
| القيادة العسكرية الشمالية للولايات المتحدة                                                      | سان بيير وميكلون                      | PM        |
| القيادة العسكرية الجنوبية للولايات المتحدة                                                      | سانت فينسنت والغرينادين               | VC        |
| القيادة العسكرية الأمريكية في المحيط الهادي الهندي                                              | ساموا                                 | WS        |
| القيادة العسكرية الأمريكية في أوروبا                                                            | سان مارينو                            | SM        |
| القيادة العسكرية الأمريكية في إفريقيا                                                           | ساو تومي وبرينسيب                     | ST        |
| القيادة المركزية للولايات المتحدة                                                               | السعودية                              | SA        |
| القيادة العسكرية الأمريكية في إفريقيا                                                           | السنغال                               | SN        |
| القيادة العسكرية الأمريكية في أوروبا                                                            | صربيا                                 | RS        |
| القيادة العسكرية الأمريكية في إفريقيا                                                           | سيشل                                  | SC        |
| القيادة العسكرية الأمريكية في إفريقيا                                                           | سيراليون                              | SL        |
| القيادة العسكرية الأمريكية في المحيط الهادي الهندي                                              | سنغافورة                              | SG        |
| القيادة العسكرية الأمريكية في أوروبا                                                            | سلوفاكيا                              | SK        |
| القيادة العسكرية الأمريكية في أوروبا                                                            | سلوفينيا                              | SI        |
| القيادة العسكرية الأمريكية في المحيط الهادي الهندي                                              | جزر سليمان                            | SB        |
| القيادة العسكرية الأمريكية في إفريقيا                                                           | الصومال                               | SO        |
| القيادة العسكرية الأمريكية في إفريقيا                                                           | جنوب أفريقيا                          | ZA        |
| القيادة العسكرية الأمريكية في المحيط الهادي الهندي                                              | كوريا الجنوبية                        | KR        |
| القيادة العسكرية الأمريكية في إفريقيا                                                           | جنوب السودان                          | SS        |
| القيادة العسكرية الأمريكية في أوروبا                                                            | إسبانيا                               | ES        |
| القيادة العسكرية الأمريكية في المحيط الهادي الهندي                                              | سريلانكا                              | LK        |
| القيادة العسكرية الأمريكية في إفريقيا                                                           | السودان                               | SD        |
| القيادة العسكرية الجنوبية للولايات المتحدة                                                      | سورينام                               | SR        |
| القيادة العسكرية الأمريكية في إفريقيا                                                           | إسواتيني                              | SZ        |
| القيادة العسكرية الأمريكية في أوروبا                                                            | السويد                                | SE        |
| القيادة العسكرية الأمريكية في أوروبا                                                            | سويسرا                                | CH        |
| القيادة المركزية للولايات المتحدة                                                               | سوريا                                 | SY        |
| القيادة العسكرية الأمريكية في المحيط الهادي الهندي                                              | تايوان                                | TW        |
| القيادة المركزية للولايات المتحدة                                                               | طاجيكستان                             | TJ        |
| القيادة العسكرية الأمريكية في إفريقيا                                                           | تنزانيا                               | TZ        |
| القيادة العسكرية الأمريكية في المحيط الهادي الهندي                                              | تايلاند                               | TH        |
| القيادة العسكرية الأمريكية في المحيط الهادي الهندي                                              | تيمور الشرقية                         | TL        |
| القيادة العسكرية الأمريكية في إفريقيا                                                           | توغو                                  | TG        |
| القيادة العسكرية الأمريكية في المحيط الهادي الهندي                                              | تونغا                                 | TO        |
| القيادة العسكرية الجنوبية للولايات المتحدة                                                      | ترينيداد وتوباغو                      | TT        |
| القيادة العسكرية الأمريكية في إفريقيا                                                           | تونس                                  | TN        |
| القيادة العسكرية الأمريكية في أوروبا                                                            | تركيا                                 | TR        |
| القيادة المركزية للولايات المتحدة                                                               | تركمانستان                            | TM        |
| القيادة العسكرية الشمالية للولايات المتحدة                                                      | جزر توركس وكايكوس                     | TC        |
| القيادة العسكرية الأمريكية في المحيط الهادي الهندي                                              | توفالو                                | TV        |
| القيادة العسكرية الأمريكية في إفريقيا                                                           | أوغندا                                | UG        |
| القيادة العسكرية الأمريكية في أوروبا                                                            | أوكرانيا                              | UA        |
| القيادة المركزية للولايات المتحدة                                                               | الإمارات العربية المتحدة              | AE        |
| القيادة العسكرية الأمريكية في أوروبا                                                            | المملكة المتحدة                       | GB        |
| القيادة العسكرية الشمالية للولايات المتحدة و القيادة العسكرية الأمريكية في المحيط الهادي الهندي | الولايات المتحدة                      | US        |
| القيادة العسكرية الجنوبية للولايات المتحدة                                                      | الأوروغواي                            | UY        |
| القيادة المركزية للولايات المتحدة                                                               | أوزبكستان                             | UZ        |
| القيادة العسكرية الأمريكية في المحيط الهادي الهندي                                              | فانواتو                               | VU        |
| القيادة العسكرية الجنوبية للولايات المتحدة                                                      | فنزويلا                               | VE        |
| القيادة العسكرية الأمريكية في المحيط الهادي الهندي                                              | فيتنام                                | VN        |
| القيادة العسكرية الأمريكية في إفريقيا                                                           | الصحراء الغربية                       | EH        |
| القيادة المركزية للولايات المتحدة                                                               | اليمن                                 | YE        |
| القيادة العسكرية الأمريكية في إفريقيا                                                           | زامبيا                                | ZM        |
| القيادة العسكرية الأمريكية في إفريقيا                                                           | زيمبابوي                              | ZW        |